# The Cream of Eric Clapton
The Cream of Eric Clapton è un album raccolta di successi di Eric Clapton, pubblicato nel 1987. Include canzoni eseguite con tre dei gruppi di cui ha fatto parte, ovvero i Cream, i Blind Faith e i Derek and the Dominos, oltre a canzoni della sua carriera solista.

## Tracce
1. Layla - (con i Derek and the Dominos)
2. Badge - (con i Cream and George Harrison)
3. I Feel Free - (con i Cream)
4. Sunshine of Your Love - (Brown, Bruce, Clapton)
5. Crossroads - (con i Cream)
6. Strange Brew - (con i Cream)
7. White Room - (con i Cream)
8. Cocaine - (Cale)
9. I Shot the Sheriff - (Marley)
10. Behind The Mask
11. Forever Man
12. Lay Down Sally
13. Knockin' on Heaven's Door - (Dylan)
14. Wonderful Tonight
15. Let It Grow
16. Promises
17. I've Got a Rock 'N Roll Heart